# Суходольские
Суходольские (пол. Suchodolscy) — старинный дворянский род и графский род.
В Польше четыре фамилии имени Суходольских:
1. Суходольские герба Янина. Водворился первоначально в Воеводстве Люблинском, где была известна уже в XIV веке и где в 1413 году Матвей Суходольский писался «дедичем на Суходолах». Происходящий из этого рода Войцех Суходольский (1749—1826), Каштелян Радомский, в 1800 году возведен в Графское достоинство Императором Римским Королём Галиции и Лодомерии Францем II, и пожалован грамотою, с присоединением к фамильному гербу украшений, свойственных новому его достоинству.
2. Суходольские герба Абданк. Из этой фамилии Николай Суходольский прославился под знаменами короля Стефана-Батория.
3. Суходольские герба Побог.
4. Суходольские герба Юноша. Из этой фамилии прославился Войцех Суходольский под знаменами короля Стефана-Батория[1].

## Описание герба
В щите с графскою короною, в красном поле, немецкий щит с красивою золотою окраиною. Над графскою короною шлем дворянскою короною увенчанный, с золотыми решетками и золотою же на цепи медалью; в навершии шлема пять павлиньих перьев. Намет красный с золотым подбоем. Герб графов Суходольских внесен в Часть 2 Гербовника дворянских родов Царства Польского, стр. 18.